# Haragucsi Akira
Haragucsi Akira (原口證, Haraguchi Akira) (1946–) japán memóriabajnok.
Leginkább a pí (π) értékének memorizálásáról, illetve számjegyeinek felsorolásáról ismert. 2006. október 3-án állított fel egy új világrekordot (100 000 tizedesjegyig visszamenőleg), korábban, 2005. július 1–2. között felállított világrekordja (83 431) után. Az eseményt nyilvánosan rögzítették Kiszarazuban, Tokiótól keletre, ötperces szüneteket hagyva minden két órában, hogy rizsgolyók fogyasztásával szinten tarthassa energiáját.
Haragucsi minden igyekezete ellenére egyszer se kerülhetett be a Guinness Rekordok Könyvébe, így a rekordot továbbra is a 42 195 tizedesjegyig memorizáló Gotó Hirojuki tartja 1995 óta.

## Külső hivatkozások
- BBC News
- Pi-világranglista
- Memória-világrekordok
- Yahoo! News